# Vojtech Milošovič
Vojtech Milošovič (sinh 2 tháng 10 năm 1992) là một thủ môn bóng đá Slovakia hiện tại thi đấu cho câu lạc bộ FK Senica.

## Sự nghiệp câu lạc bộ

### DAC Dunajská Streda
Milošovič ra mắt tại Fortuna Liga cho FC DAC 1904 Dunajská Streda trước MFK Ružomberok ngày 20 tháng 5 năm 2016.